# Neftjanik Leninogorsk
Neftjanik Leninogorsk (russisch Нефтяник Лениногорск) war ein russischer Eishockeyklub aus Leninogorsk, der in der Zeit seines Bestehens von 1961 bis 2009 mehrere Spielzeiten in der zweiten sowjetischen und zweiten russischen Spielklasse verbrachte.

## Geschichte
Der Klub wurde 1961 gegründet. Zu Sowjetzeiten gehörte Neftjanik Leninogorsk zu den besten Mannschaften aus Tatarstan und konnte mehrfach die regionale Meisterschaft gewinnen. Zudem nahm sie am Spielbetrieb der zweiten und dritten sowjetischen Spielklasse teil. In der Saison 1998/99 trat die Mannschaft in der Meisterschaft des russischen Eishockeyverbands an, die aufgrund von Unstimmigkeiten parallel zur zweitklassigen Wysschaja Liga ausgetragen wurde. Nachdem die Meisterschaft des Verbandes im folgenden Jahr nach einer Einigung mit den Organisatoren der Wysschaja Liga wieder aufgelöst worden war, wurde Neftjanik Leninogorsk ein fester Bestandteil eben jener Wysschaja Liga, in der der Verein von 1999 bis 2009 antrat. Im Sommer 2009 wurde der Verein aufgrund finanzieller Probleme aufgelöst.

## Bekannte Spieler
| - Maxim Beresin (2008–2009) - Denis Franskewitsch (2002–2003) - Oleg Gubin (2000–2002) - Artūras Katulis (2004–2005) - Maxim Majorow (2006–2007) | - Andrei Makrov (2001–2003) - Radik Sakijew (2004–2005) - Jakow Selesnjow (2006–2007) - Ilja Solarjow (2001–2002) |